# Ordinariato militare in Gran Bretagna
L'ordinariato militare in Gran Bretagna è un ordinariato militare della Chiesa cattolica per il Regno Unito. È retto dal vescovo Paul James Mason.

## Territorio
La cattedrale dell'ordinariato è la chiesa dei Santi Michele e Giorgio ad Aldershot. La curia si trova a Farnborough.

## Storia
Il vicariato castrense nel Regno Unito fu eretto il 21 novembre 1953 con il decreto Inexhausta caritate della Congregazione Concistoriale.
Il 21 aprile 1986 il vicariato castrense è stato elevato ad ordinariato militare con la bolla Spirituali militum curae di papa Giovanni Paolo II.
Il 24 ottobre 1987 sono stati approvati dalla Santa Sede gli statuti dell'ordinariato militare, previsti dalla costituzione Spirituali militum curae. Oltre al nome ufficiale di Military ordinariate of Great Britain, viene riconosciuto all'ordinariato anche il nome di Bishopric of the forces of Great Britain.

## Cronotassi dei vescovi
Si omettono i periodi di sede vacante non superiori ai 2 anni o non storicamente accertati.
- William Keatinge † (30 ottobre 1917 - 21 febbraio 1934 deceduto)
- James Dey † (13 aprile 1935 - 8 maggio 1946 deceduto)
- David Mathew † (16 aprile 1954 - 23 marzo 1963 dimesso)
- Gerard William Tickle † (12 ottobre 1963 - 24 aprile 1978 dimesso)
- Francis Joseph Walmsley † (8 gennaio 1979 - 24 maggio 2002 ritirato)
- Thomas Matthew Burns, S.M. (24 maggio 2002 - 16 ottobre 2008 nominato vescovo di Menevia)
- Charles Phillip Richard Moth (25 luglio 2009 - 21 marzo 2015 nominato vescovo di Arundel e Brighton)
  - Sede vacante (2015-2018)
- Paul James Mason, dal 9 luglio 2018

## Statistiche
| anno | presbiteri | presbiteri | presbiteri | diaconi | religiosi | religiosi | parrocchie |
| anno | totale     | secolari   | regolari   | diaconi | uomini    | donne     | parrocchie |
| ---- | ---------- | ---------- | ---------- | ------- | --------- | --------- | ---------- |
| 1999 | 168        | 166        | 2          |         | 2         | 9         |            |
| 2000 | 168        | 166        | 2          |         | 2         | 9         |            |
| 2001 | 168        | 166        | 2          | 1       | 2         | 9         | 4          |
| 2002 | 168        | 166        | 2          | 1       | 2         | 9         |            |
| 2003 | 93         | 92         | 1          | 1       | 1         | 9         |            |
| 2004 | 93         | 92         | 1          | 1       | 1         | 2         |            |
| 2013 | 28         | 26         | 2          | 1       | 2         |           |            |
| 2016 | 28         | 27         | 1          | 2       | 1         |           |            |
| 2019 | 24         | 24         |            | 2       |           |           |            |
| 2021 | 17         | 17         |            | 2       |           |           |            |